# Ficus otophora
Ficus otophora là một loài thực vật có hoa trong họ Moraceae. Loài này được Corner & Guillaumin mô tả khoa học đầu tiên năm 1959.